# Cupcake Wars

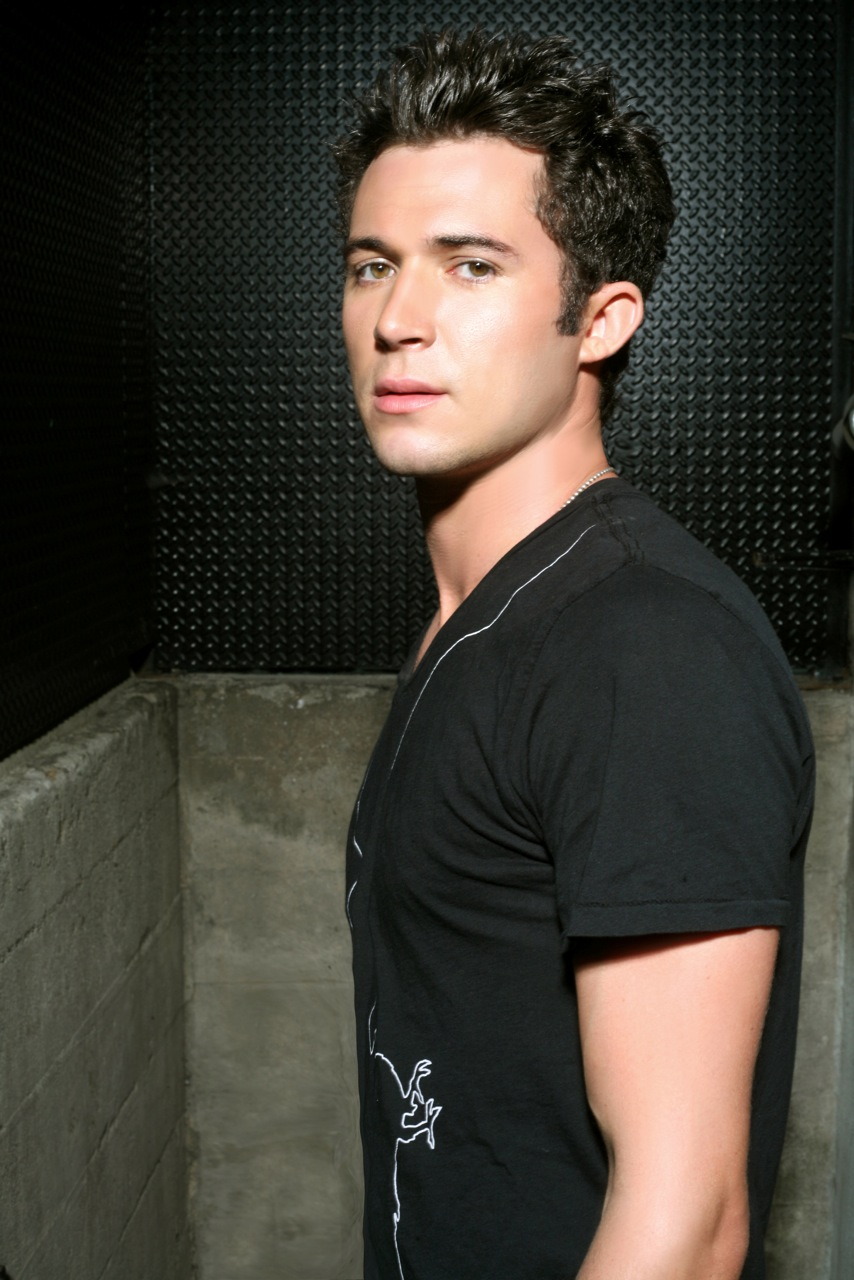
Justin Willman.

Guerra de Cupcakes es una serie de telerrealidad estadounidense que inició el día 27 de diciembre del 2009 por la Cadena de Televisión Food Network El espectáculo es presentado por Justin Willman y se basa en crear cupcakes únicos y con un estilo profesional.
El espectáculo es similar a exitoso Show de cocina de la misma red, Chopped, el cual empieza con cuatro concursantes, quiénes son eliminados uno a uno en tres rondas, en donde el equipo ganador recibe 10.000 dólares y la oportunidad de presentarse en un evento cercano.

## Rondas
Cada ronda toma aproximadamente un tercio del episodio completo.
La primera ronda dura 45 minutos de competencia y está centrado en el sabor. Los concursantes deben crear un cupcake con ingredientes inusuales relacionados a un tema –por ejemplo, una cita nocturna podría incorporar varios afrodisíacos, como ostras, albahaca, Chocolate amargo, o champán.
La segunda ronda dura 75 minutos de competencia y está centrado tanto en gusto como en presentación. Los concursantes deben cocinar tres tipos diferentes de cupcakes a su elección con una presentación única relacionada al tema del evento del juez invitado.
La tercera y última ronda es la más desafiante, con los dos equipos restantes haciendo mil cupcakes en 2 horas. Cada equipo debe presentar versiones mejoradas de los cuatro cupcakes cocinados en las 2 rondas anteriores para luego instalarlas en una construcción conectada con el tema del episodio. Cada equipo recibe la asistencia de cuatro ayudantes de cocina y un carpintero para completar la ronda. Esto es la única ronda en donde los jueces no prueban el cupcakes en la mesa de jueces sino que en la exhibición.

### Temas
El show invita cocineros de cupcakes de todas partes de los Estados Unidos para competir. Cada episodio está centrado en un tema o acontecimiento; temas pasados incluyen la fiesta de cumpleaños para un orca en Seaworld, la celebración del episodio 100 de Ace of Cakes, un torneo de golf y un festival de cine.

### Jueces
Hay tres jueces en la serie, siendo dos de ellos jueces permanentes:
- Candace Nelson, fundadora de Sprinkles Cupcakes,[4] la primera panadería de cupcakes del mundo.[5]
- Florian Bellanger, pastelero francés.[6]
- El tercer juez es rotativo. Es un invitado especial y está asociado con el acontecimiento en el cual se presentarán los cupcakes del ganador.

Nelson y Bellanger normalmente le dan a los participantes críticas técnicas en los métodos, cantidades e ingredientes utilizados. Por otro lado las críticas del juez invitado son normalmente mucho más subjetivas, basadas en si les gustó o no el cupcake.

## Episodios
| Temporada | Episodios | Episodios | Emisión                 | Emisión                  |
| Temporada | Episodios | Episodios | Primer episodio         | Último episodio          |
| --------- | --------- | --------- | ----------------------- | ------------------------ |
| 1         | 9         | 9         | 27 de diciembre de 2009 | 3 de agosto de 2010      |
| 2         | 13        | 13        | 7 de diciembre de 2010  | 8 de marzo de 2011       |
| 3         | 13        | 13        | 14 de junio de 2011     | 11 de septiembre de 2011 |
| 4         | 13        | 13        | 4 de diciembre de 2011  | 4 de marzo de 2012       |
| 5         | 13        | 13        | 11 de marzo de 2012     | 8 de julio de 2012       |
| 6         | 15        | 15        | 13 de mayo de 2012      | 30 de septiembre de 2012 |
| 7         | 13        | 13        | 7 de octubre de 2012    | 31 de marzo de 2013      |
| 8         | 13        | 13        | 7 de abril de 2013      | 7 de julio de 2013       |
| 9         | 13        | 13        | 7 de septiembre de 2013 | 28 de diciembre de 2013  |
| 10        | 11        | 11        | 11 de abril de 2016     | 15 de agosto de 2016     |